# 徐正光
徐正光（1943年2月16日—），台灣社會學、民族學、文化人類學研究者，客家人，祖籍廣東梅縣。

## 生平
1943年2月16日出生在台灣省屏東縣的客家為主的內埔鄉東片村。 
在國立台灣大學社會學系得到學士學位，1968年考取教育部公費到美國留學，在伊利諾大學得碩士學位，最高學歷是布朗大學博士。
回台後在中央研究院做研究工作，並歷任國立台灣大學、國立清華大學教職，2000年5月20日進政界，出任蒙藏委員會委員長，期間受命籌備行政院客家委員會，2002年1月卸任。
2002年9月1日起出任考試院考試委員。

## 外部連結
- 中央研究院徐正光網頁